# 赫林頓山
66°15′S 66°42′W / 66.250°S 66.700°W
赫林頓山是南極洲的山峰，位於葛拉漢地的拉瓦錫島東部，處於本尼迪克特角以南9公里，根據英國探險隊的空中照片被繪入地圖，以美國的生理學家命名。